# Kirsti Torhaug
Pour les articles homonymes, voir Kirsti et Torhaug.
Kirsti Torhaug, née le 20 novembre 1969 à Spydeberg, est une actrice et chanteuse norvégienne.

## Biographie
Kirsti Eline Torhaug (née le 20 novembre 1969 à Spydeberg) est une actrice, écrivain et chanteuse norvégienne.
Elle a fait ses débuts dans un rôle purement parlant dans Mor til David S au Det norske teatret en 1989. En tant qu'artiste musicale, Torhaug a fait ses débuts en 1990 au Château Neuf en tant que Maria dans West Side Story, suivie de Johanna dans Sweeney Todd de Stephen Sondheim au Det norske teatret. en 1991.
En 1991–1992, elle a été invitée au Malmö Stadsteater dans des rôles centraux, y compris le rôle-titre dans Elvira Madigan, qu'elle a également joué au Det Norske Teatret en 1993. Torhaug était Ulvhild dans l'adaptation cinématographique de Liv Ullmann de Kristin Lavransdatter (1995). À partir du milieu des années 1990, elle a principalement travaillé en Suède, avec des rôles principaux dans le thriller télévisé Dråpslag (1998) et les séries télévisées Labyrinten (2000) et Skeppsholmen (2002–2003). Torhaug a également joué dans le thriller danois Besatt (1999).

## Filmographie

### Comme actrice
- 1995 : Kristin Lavransdatter : Ulvhild
- 1997 : Kärlek och hela alltihopa (no) (court métrage) : Alice
- 1998 : Dråpslag (no) (téléfilm) : Cecilia
- 1999 : Besat (no) : Sarah
- 2000 : Labyrinten (no) (mini-série) : Louise (5 épisodes)
- 2001 : Pusselbitar (no) (mini-série) : Cathrine Gramer (3 épisodes)
- 2002-2003 : Skeppsholmen (no) (série télévisée) : Anna Sylvander (26 épisodes)
- 2004 : Min f.d. familj (no) (mini-série) : Ylva (3 épisodes)
- 2005 : Seks som oss (série télévisée) : Mona (7 épisodes)
- 2006 : My Wife's First Lover : Kvinna utanför galleri
- 2006 : En liten tiger (no) (court métrage) : Malin
- 2006 : Heartcut (court métrage) : Inger
- 2006 : Exit : Anna Skepphult
- 2006 : L'Art de la pensée négative (Kunsten å tenke negativt) : Ingvild
- 2009 : Beck – I stormens øye (no) (série télévisée) : Kim Reeshaug
- 2009 : Contre-enquête (Oskyldigt dömd) (série télévisée) : Amanda Sundin
- 2010 : E 18 (court métrage) : Solveig
- 2010 : Våra vänners liv (no) (série télévisée) : Monika (10 épisodes)
- 2011 : Anno 1790 (série télévisée) : Anna Katarina
- 2013 : Akt 2 (court métrage) : Anna
- 2014 : Chasing Rainbows : Roberta Lee
- 2013-2015 : Dag (en) (série télévisée) : Stine (3 épisodes)
- 2016 : Maria Wern (série télévisée) : Martina
- 2016 : Härskarna ibland oss (série télévisée) : la créatrice de costume / la mère (2 épisodes)
- 2016 : Under the surface you are never alone (court métrage) : Laura
- 2016 : Rebecka, portrait of a mother (court métrage) : Rebecka
- 2018 : Gemina Vitae : Veronica
- 2015-2018 : Unge lovende (série télévisée) : Tone (7 épisodes)

### Comme scénariste
- 2016 : Rebecka, portrait of a mother (court métrage)

### Comme productrice
- 2016 : Rebecka, portrait of a mother (court métrage)